# Miss Univers 1978

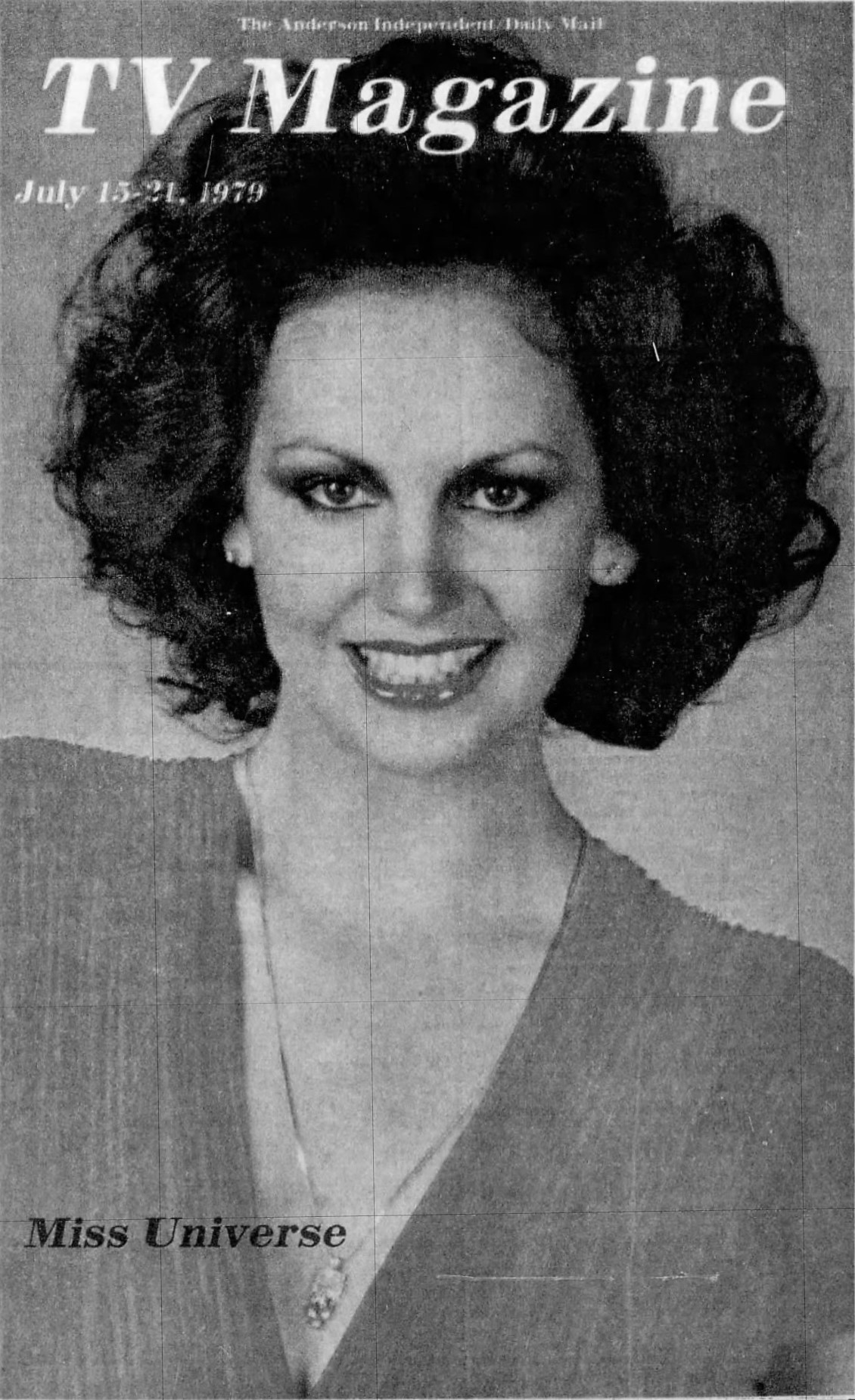
Margaret Gardiner

Miss Univers 1978, 27e édition du concours de Miss Univers a eu lieu le 24 juillet 1978, au Centro de Convenciones de Acapulco, au Mexique. 
Margaret Gardiner, Miss Afrique du Sud, âgée de 18 ans, a remporté le concours.

## Résultats
| Classement final  | Candidates |
| ----------------- | --- |
| Miss Univers 1978 | - Afrique du Sud - Margaret Gardiner |
| 1re dauphine      | - États-Unis - Judi Andersen |
| 2e dauphine       | - Espagne - Guillermina Ruiz Domenech |
| 3e dauphine       | - Colombie - Mary Shirley Saenz Starnes |
| 4e dauphine       | - Suède - Cecilia Rodhe |
| Top 12            | - Belgique - Françoise Hélène Julia Moens - Chili - Marianne Müller Prieto - Israël - Dorit Jellinek - Mexique - Alba Margarita Cervera Labat - Irlande - Lorraine Bernadette Enriquez - Pérou - Olga Roxana Zumarán Burga - Pays-Bas - Karen Ingrid Gustafsson |

### Scores des demi finales
| \| Nom \| Interview \| Maillot de bain \| Robe du soir \| Moyenne \| \| -------------- \| ---------- \| --------------- \| ------------ \| ---------- \| \| États-Unis \| 8.155 (1) \| 7.855 (1) \| 7.482 (2) \| 7.831 (1) \| \| Suède \| 7.518 (2) \| 7.300 (2) \| 7.355 (3) \| 7.391 (2) \| \| Espagne \| 6.500 (5) \| 6.870 (3) \| 7.545 (1) \| 6.972 (3) \| \| Afrique du Sud \| 6.791 (3) \| 6.590 (4) \| 6.373 (5) \| 6.685 (4) \| \| Colombie \| 6.645 (4) \| 6.282 (6) \| 6.545 (4) \| 6.491 (5) \| \| Belgique \| 6.230 (6) \| 6.364 (5) \| 5.709 (6) \| 6.101 (6) \| \| Chili \| 5.703 (7) \| 5.064 (7) \| 4.536 (9) \| 4.891 (7) \| \| Israël \| 5.260 (9) \| 4.280 (8) \| 4.945 (7) \| 4.828 (8) \| \| Mexique \| 5.320 (8) \| 3.260 (11) \| 4.145 (10) \| 4.242 (9) \| \| Irlande \| 3.889 (12) \| 3.800 (9) \| 4.756 (8) \| 4.148 (10) \| \| Pérou \| 4.422 (10) \| 3.718 (10) \| 3.573 (11) \| 3.904 (11) \| \| Pays-Bas \| 3.911 (11) \| 2.890 (12) \| 3.573 (11) \| 3.458 (12) \| | Gagnante 1er dauphine 2e dauphine 3e dauphine 4e dauphine Top 12 |                 |              |            |
| Nom | Interview                                                        | Maillot de bain | Robe du soir | Moyenne    |
| États-Unis | 8.155 (1)                                                        | 7.855 (1)       | 7.482 (2)    | 7.831 (1)  |
| Suède | 7.518 (2)                                                        | 7.300 (2)       | 7.355 (3)    | 7.391 (2)  |
| Espagne | 6.500 (5)                                                        | 6.870 (3)       | 7.545 (1)    | 6.972 (3)  |
| Afrique du Sud | 6.791 (3)                                                        | 6.590 (4)       | 6.373 (5)    | 6.685 (4)  |
| Colombie | 6.645 (4)                                                        | 6.282 (6)       | 6.545 (4)    | 6.491 (5)  |
| Belgique | 6.230 (6)                                                        | 6.364 (5)       | 5.709 (6)    | 6.101 (6)  |
| Chili | 5.703 (7)                                                        | 5.064 (7)       | 4.536 (9)    | 4.891 (7)  |
| Israël | 5.260 (9)                                                        | 4.280 (8)       | 4.945 (7)    | 4.828 (8)  |
| Mexique | 5.320 (8)                                                        | 3.260 (11)      | 4.145 (10)   | 4.242 (9)  |
| Irlande | 3.889 (12)                                                       | 3.800 (9)       | 4.756 (8)    | 4.148 (10) |
| Pérou | 4.422 (10)                                                       | 3.718 (10)      | 3.573 (11)   | 3.904 (11) |
| Pays-Bas | 3.911 (11)                                                       | 2.890 (12)      | 3.573 (11)   | 3.458 (12) |

## Prix spéciaux
| Prix                      | Candidates                                                                               |
| ------------------------- | ---------------------------------------------------------------------------------------- |
| Meilleur costume national | - Inde - Alamjeet Kaur Chauhan - Corée du Sud - Jung-eun Shon - Malaisie - Yasmin Yussuf |
| Miss Congénialité         | - Trinité-et-Tobago - Sophia Titus                                                       |
| Miss Photogénique         | - Costa Rica - Maribel Fernández                                                         |
| Miss Press                | - Aruba - Margarita Marieta Tromp                                                        |

### Ordre d'annonce des finalistes
| 1. Irlande 2. Afrique du Sud 3. Israël 4. Espagne 5. Pays-Bas 6. Mexique 7. Suède 8. États-Unis 9. Colombie 10. Belgique 11. Pérou 12. Chili | 1. Afrique du Sud 2. Espagne 3. Suède 4. États-Unis 5. Colombie |

## Juges
- Christiane Martel, Miss Univers 1953
- Dewi Sukarno, femme du monde japonaise et ancienne Première dame d'Indonésie ;
- David Merrick, lauréat d'un Tony Award, producteur de théâtre américain ;
- Line Renaud, chanteuse et comédienne française ;
- Miloš Forman, metteur en scène de cinéma tchèque ;
- Ursula Andress, ancienne comédienne suisse et sex-symbole des années 1960 ;
- Melba Moore, chanteuse funk américaine ;
- Roberto Cavalli, styliste italien ;
- Wilhelmina Cooper, mannequin, fondatrice de l'agence Wilhelmina Models ;
- Anna Moffo, cantatrice d'opéra américaine ;
- Mario Moreno "Cantinflas", comédien mexicain.

## Candidates
| - Argentine – Delia Stella Maris Muñoz - Aruba – Margarita Marieta Tromp - Australie – Beverly Frances Pinder - Autriche – Doris Elizabeth Anwander - Bahamas – Dulcie Louise Millings - Barbade – Judy Margot Miller - Belgique – Françoise Hélène Julia Moens - Belize – Christina Margarita Ysaguirre - Bermudes – Madeline Francine Joell - Bolivie – Raquel Roca Kuikanaga - Bonaire - Corinne Rosseley Hernandez - Brésil – Suzana Araújo dos Santos - Canada – Andrea Leslie Eng - Chili – Marianne Müller Prieto - Colombie – Mary Shirley Sáenz Starnes - Costa Rica – Maribel Fernández García - Curaçao – Solange Abigail de Castro - Danemark – Anita Heske - République dominicaine – Raquel Josefina Jacobo Jaar - Équateur – Mabel Ceballos Sangster - Salvador – Iris Ivette Mazorra Castro - Angleterre – Beverly Isherwood - Finlande – Seija Kaarina Paakkola - France – Brigitte Konjovic - Allemagne – Eva Marie Gabrielle Gottschalk - Grèce – Marieta Kountouraki - Guam – Mary Lois Sampson - Guatemala – Claudia María Iriarte - Pays-Bas – Karen Ingrid Gustafsson - Honduras – Olimpia Velásquez Medina - Hong Kong – Winnie Chan Man-Yuk - Islande – Anna Björk Edwards - Inde – Alamjeet Kaur Chauhan - Irlande – Lorraine Bernadette Enriquez - Israël – Dorit Jellinek - Italie – Andreina Mazzoti - Japon – Hisako Manda - Corée du Sud – Jung-eun Shon | - Liban – Reine Antoine Semaan - Lesotho – Joan Libuseng Khoali - Malaisie – Yasmin Yussuf - Malte – Pauline Lewise Farrugia - Mexique – Alba Margarita Cervera Labat - Maroc – Majida Tazi - Vanuatu – Christine Spooner - Nouvelle-Zélande – Jane Simmonds - Nicaragua – Claudia Herrera Cortés - Mariannes du Nord – Julias Salas Concepción - Norvège – Jeanette Aarum - Panama – Diana Leticia Conte Vergara - Papouasie-Nouvelle-Guinée – Angelyn Muta Tukana - Paraguay – Rosa María Duarte Melgarejo - Pérou – Olga Roxana Zumarán Tapullima - Philippines – Jennifer Mitcheck Cortes - Porto Rico – Ada Cecilia Flores Perkins - La Réunion – Evelyn Pongerand - Samoa américaines - Palepa Sio Tauliili - Écosse – Angela Mary Kate McLeod - Singapour – Annie Mei Ling Lee - Afrique du Sud – Margaret Gardiner - Espagne – Guillermina Ruiz Domenech - Sri Lanka – Dlirukshi Wimalasooriya - Saint-Vincent-et-les-Grenadines – Gailene Collin - Suriname – Garrance Harriette Rustwijk - Suède – Cécilia Rodhe - Suisse – Sylvia von Arx - Tahiti – Pascaline Tumia Teriireoo - Thaïlande – Pornpit Sakornujit - Trinité-et-Tobago – Sophia Titus - Turquie – Billur Lutfiye Bingol - Uruguay – María del Carmen da Rosa - États-Unis – Judi Lois Andersen - Venezuela – Marisol Alfonzo Marcano - Iles Vierges américaines – Barbara Henderson - Pays de Galles – Elizabeth Ann Jones |